# Pont de Bercy
Pont de Bercy – most położony na rzece Sekwanie w Paryżu.
Most łączy bulwar de Bercy położony w 12 okręgu paryskim oraz bulwar Vincent-Auriol położony w 13 okręgu. Z mostu korzysta także linia 6 metra w Paryżu.

## Historia
Pont de Bercy został zbudowany na miejscu mostu wiszącego, zbudowanego w 1832. To opłaty za przeludnione statki spowodowały, że postanowiono zbudować nową konstrukcję tak, aby umożliwić większy przepływ transportu oraz podróżnych przez most. Budowę nowego mostu ukończono w 1864 roku.
W 1904 roku most został poszerzony o 5,5 metra aby wesprzeć możliwość użytkowania mostu przez 6 linie paryskiego metra.
W 1986 roku podjęto kolejną decyzję o powiększeniu mostu w celach rozładowania korków ulicznych. Po rozważeniu wszystkich propozycji zwyciężył projekt skonstruowania wiaduktu, po którym mogłaby poruszać się linia metra, natomiast pod nim kontynuowany byłby ruch pojazdów. Prace nad budową wiaduktu rozpoczęły się w 1989 roku, a zakończyły w 1992. W tym czasie most powiększono oraz poszerzono o 16 m. Obecnie szerokość mostu wynosi 35 m.

## Metro
Najbliższą stacją paryskiego metra jest Quai de la Gare.